# Guillaume Hoarau
Guillaume Hoarau (* 5. März 1984 in Saint-Louis, Réunion) ist ein französischer ehemaliger Fußballspieler auf der Stürmerposition.

## Karriere

### Verein
Hoarau begann seine fußballerische Laufbahn auf seiner Heimatinsel im Indischen Ozean bei der JS Saint-Pierre. Hier machte der Stürmer durch seine vielen Tore in regionalen Wettbewerben auf sich aufmerksam. Mit 19 Jahren siedelte er ins Mutterland um und unterzeichnete im Januar 2004 einen Vertrag beim Zweitligisten Le Havre AC, der eine durch den ebenfalls von La Réunion stammenden Florent Sinama-Pongolle begründete Partnerschaft mit dem Verein aus dem Übersee-Département pflegt. In Le Havre kam er aufgrund von Schwierigkeiten mit der Klimaumstellung und der starken Konkurrenz im Sturm des Zweitligisten zunächst kaum zum Zuge – ein Ligaeinsatz in der Rückrunde 2003/04 und neun Spiele in der Saison 2004/05 mit nur einem Tor. Auch in der folgenden Spielzeit konnte der 1,92 Meter große Stürmer sich nicht durchsetzen, so dass Le HAC ihn während der Saison 2006/07 an den Ligakonkurrenten FC Gueugnon auslieh. Im Burgund lebte er auf, da er hier unter viel weniger Druck stand als in Le Havre. Auch dank seiner acht Tore in 21 Partien für Gueugnon konnte der Club einen sicheren Mittelfeldplatz erreichen; Hoarau empfahl sich damit für einen Stammplatz nach seiner Rückkehr, den er bei Le HAC in der Saison 2007/08 auch eroberte. Sein Durchbruch gipfelte darin, dass er mit 28 Toren Topscorer der Ligue 2 und zum besten Ligaspieler gewählt wurde. Zudem stieg Le Havre AC in die Ligue 1 auf. Die Torjägerqualitäten hatten Begehrlichkeiten anderer Vereine aus dem In- und Ausland geweckt; Hoarau entschied sich letztlich, zur Saison 2008/09 zu Paris Saint-Germain zu wechseln. Der Siegtreffer zum 1:0 gegen Girondins Bordeaux war am zweiten Spieltag sein erster Treffer in der L1. Insgesamt kam er in seiner ersten Spielzeit in der Hauptstadt auf 17 Tore in 33 Ligaspielen und wurde Zweiter in der Torschützenliste. Darüber hinaus erzielte er drei Tore in neun Begegnungen des UEFA-Pokals. In seiner zweiten Saison, in der ihn eine langwierige Verletzung zeitweise außer Gefecht setzte, erzielte er sechs Treffer bei 22 Einsätzen in der Ligue 1. Sein wohl wichtigstes Tor bislang war der Siegtreffer in der Verlängerung des Pokalfinals, das PSG vier Jahre nach dem letzten Erfolg den achten Pokalsieg sicherte. Im Januar 2013 wechselte Hoarau zum chinesischen Erstligisten Dalian Aerbin, bei dem er einen Dreijahresvertrag unterschrieb. Im Winter 2014 ging er wieder zurück in die Ligue 1 zu Girondins Bordeaux. Sein im Sommer 2014 auslaufender Vertrag wurde in Bordeaux nicht verlängert, sodass er sich im August 2014 dem BSC Young Boys anschloss, wo er sich nach kurzer Zeit dank seiner Kopfballstärke als wichtiger Torjäger etablieren konnte. Am 12. Dezember 2018 schoss Hoarau 2 Tore beim 2:1-Sieg des Vereins gegen Juventus Turin in der Champions League. Dies war der erste Sieg der Young Boys in der Champions League. Im August wurde bekannt, dass der Vertrag bei YB nicht mehr verlängert wurde. Im September 2020 wechselte Hoarau zum FC Sion, wo er das erste Pflichtspiel sofort gegen seinen Ex-Club aus Bern bestritt. Hier verbrachte er insgesamt zwei Jahre, absolvierte 34 Pflichtspiele mit 12 Treffern und kehrte im Sommer 2022 zu seinem Jugendverein, dem Erstligisten JS Saint-Pierre auf Réunion zurück.

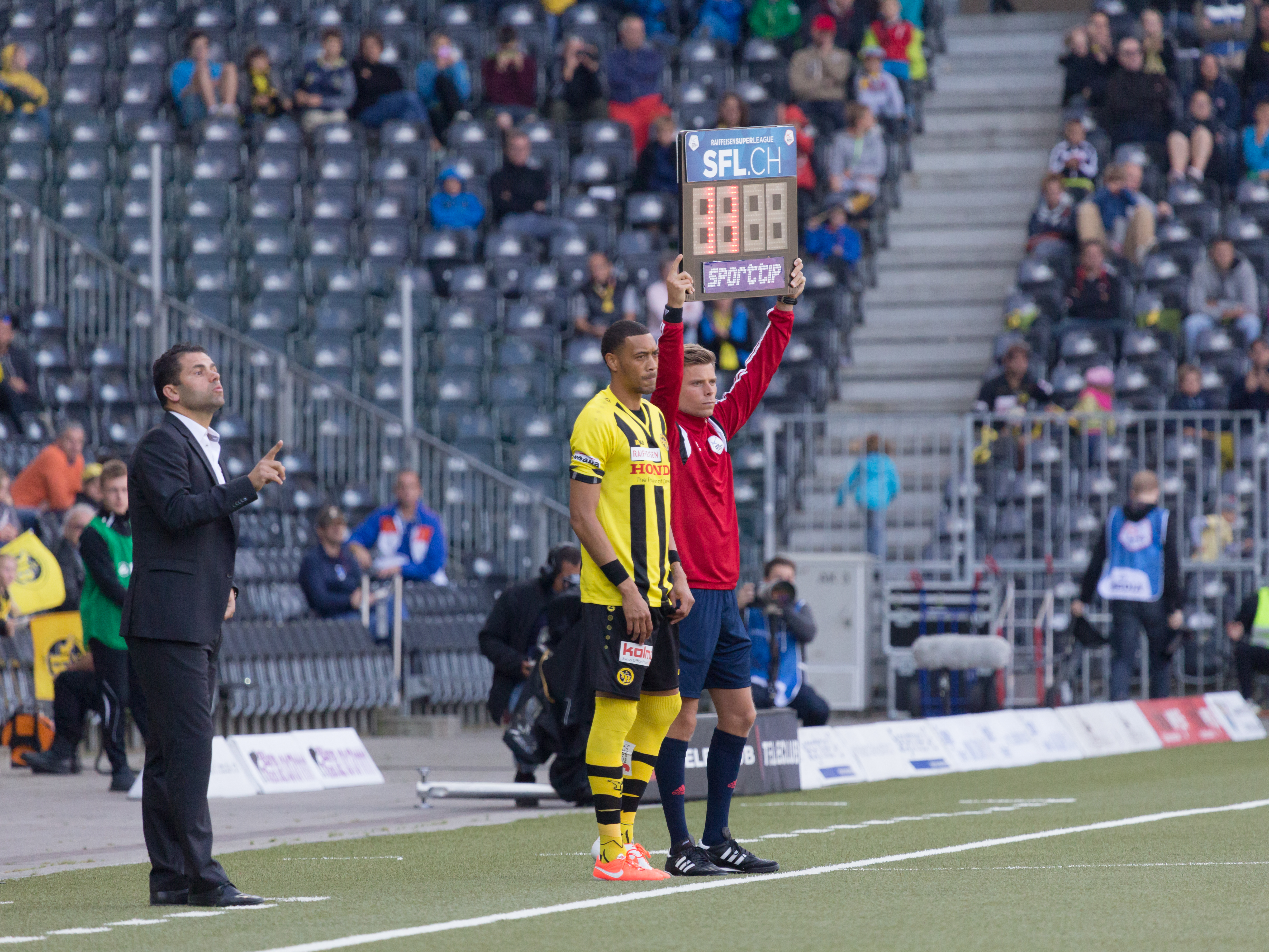
Pflichtspieldebüt für den BSC Young Boys am 14. September 2014

### Nationalmannschaft
Im März 2003 bestritt Hoareau drei Länderspiele für die Nationalmannschaft von Réunion bei den Indian Ocean Island Games auf Mauritius. Im Finale des Turniers unterlag die Auswahl dem Gastgeber mit 1:2. Nationaltrainer Raymond Domenech berief Hoareau dann erstmals im März 2009 nach guten Leistungen in das Aufgebot der französischen A-Nationalmannschaft, dort wurde er allerdings nicht eingesetzt. Nachdem der neue Nationaltrainer Laurent Blanc wegen des Fiaskos von Knysna für das Länderspiel am 11. August 2010 gegen Norwegen auf alle Spieler aus dem französischen WM-Kader verzichtet hatte, wurde Hoarau erneut für die Auswahl nominiert. Bei der 1:2-Niederlage stand er in der Startaufstellung und wurde in der 61. Minute für Karim Benzema ausgewechselt. Insgesamt bestritt er bis 2011 fünf Länderspiele.

## Erfolge
Le Havre AC
- Meister der Ligue 2: 2008

Paris Saint-Germain
- Französischer Pokalsieger: 2010
- Französischer Meister: 2013

BSC Young Boys
- Schweizer Meister: 2018, 2019, 2020
- Schweizer Pokalsieger: 2020

## Persönliches
Neben dem Fußball macht Hoarau auch Musik.

## Auszeichnungen
- Torschützenkönig der Ligue 2: 2008
- Bester Spieler der Ligue 2: 2008
- Spieler des Monats der Ligue 1 (2): Oktober 2008, Februar 2009
- Raiffeisen Super League Best Player: 2016
- Bester Spieler der Super League: 2016
- Beliebtester Spieler der Super League: 2016
- Torschützenkönig der Super League: 2019